# Paul Nalepa
Paul Nalepa (* 1846; † 5. September 1900) war ein deutscher Kommunalpolitiker und Fabrikbesitzer in Oberschöneweide (heute Berlin).
Er gründete eine Färberei um 1871 und war später Teppichfabrikant. Seine Woll- und Baumwollfärberei entnahm täglich circa 120 m³ Wasser aus der Spree und entließ eine ähnliche Summe täglich als Fabrikabwasser in den Fluss direkt neben der Fabrik.
Darüber hinaus gehörte er zu den ersten Schöffen in Oberschöneweide, das 1898 zu einer selbstständigen Gemeinde im Kreis Niederbarnim geworden war.
Paul Nalepa liegt in der Köllnischen Vorstadt in Köpenick auf dem St.-Laurentius-Friedhof begraben. Die Nalepastraße mit dem Funkhaus Nalepastraße in Oberschöneweide ist nach ihm benannt.